# The Plot at the Railroad Cut
The Plot at the Railroad Cut è un cortometraggio muto del 1914 diretto da J.P. McGowan. È il secondo dei 119 episodi della serie The Hazards of Helen.

## Produzione
Il film fu prodotto dalla Kalem Company.

## Distribuzione
Distribuito dalla General Film Company, il film uscì nelle sale cinematografiche USA il 21 novembre 1914.